# Bačkovice
Bačkovice é uma comuna checa localizada na região de Vysočina, distrito de Třebíč.